# ポチ極道
『ポチ極道』（ポチごくどう）は、風間やんわりによる日本の漫画作品。講談社『イブニング』2003年5号から2006年12号まで連載された。

## 概要
組を破門され路頭に迷っていた所を拾われ家で飼われるヤクザ達と、飼い主のマー助による日常ギャグ漫画。

## あらすじ
ある日、子供のマー助は、子分が違法薬物の売買に手を出したために縁を切られてしまったヤクザ・仁作組を拾い家で飼おうとする。無論両親には猛反対され、家の裏でペットとしてこっそり飼うことになり仁作組は一宿一飯の礼に報いようとする。だが当のマー助も餌のご飯を忘れたり、学校のニワトリ小屋に押し込める等、彼らは本当にペットの動物同然の扱いを受けるのだった。

## 登場人物

### 仁作組
マー助の元で飼われる一本（どこの系列にも属さない）のヤクザ。特に大した抗争相手や任侠道を歩むこともなく賭博、ノミ屋、闇金、風俗店で大金を稼ぐ寅治曰く「普通に極道」。何故か全員乙女座。
仁作寅治
組長。若い頃は戦後の闇市で「狂犬の仁作」と呼ばれていた。「やくざ」ではあるが「暴力団」ではないという自覚がある。
田中左知夫
若頭参謀役。闇金、選挙妨害のプロ。ちょっとした出来事や自業自得でもピンチになると『こうなったのは敵の罠』と考える。
中野誠剛
若頭補佐。昔離婚し堕ろすように頼んだ妻の子供がマー助の同級生。裏ビデオのシノギに精通していて「裏ビデオ界の村西とおる」と呼ばれている。第22話で民家で風俗をしていた件で自首し第73話まで刑務所に入る。
黒沢賢
若衆。ドスを持ち歩く通称『ドス賢』。歯がぼろぼろ。陽一とともにノミ屋と取り立てが中心。一時、オーラが出て実写映画風の外見になるが組員から「ウザい」と言われる。ハードSMに放置プレイが好きなドM。
大西陽一
若衆。暴走族関東連合『鬼嫁』の元リーダー。拳銃を持ち歩き分解、組み立てが2分で出来る。未だにチンピラの気が抜けないのか違法薬物に手を出し、破門の原因を作った。作中で一人にわとり小屋の卵を食べて指詰めに遭う。一桁以外恋愛の対象にならないロリコン。
牧万吉
飼う時に1年間花見の場所取りをさせ忘れ去られていた組員。その後も空中ブランコ、カースタントをやらされるなど貧乏くじを引かせられる。正剛と入れ替わるよう第23話から登場した。
健太
オジキ（兄弟分）。刑務所を出所後、敵を取ろうとブルに出入りをするも家族を守ろうとするブルに感動し、再び出頭。

### 林家
林マー助
飼い主。途中から言葉が悪くなり、後述のパパの経緯から三人家族の一軒家からママとガード下のアパート一室での極貧生活を送ることになる。
ママ
マー助の母。初めて付き合った男性がヤクザで処女を強姦同然に失う過去を持ちパパリストラ後にはパートタイマー、アパートの頃には造花の内職に精をだすようになる。
パパ
マー助の父親。家庭ではおしどり夫婦でマー助が寝ている間にママと四十八手を駆使し愛しあっているが、過去にボッタクリ、美人局に遭い、その後も家で浮気、会社のOLを妊娠させたあげくリストラ、組の手引きで無許可で風俗営業、仁作組の組長になるが逮捕される。

### その他
ゴリ太、七･三
マー助のクラスメイト。ガキ大将と金持ち。
ブル
ゴリ太が飼っているブルドッグ。マー助に小便をかけ、ケジメをつけようと仁作が挑むが敗北。
木野
同業のヤクザ、講談組組長。仁作組に殴りこまれ湯沢までの運転手をさせられる。

## 書誌情報
- 風間やんわり 『ポチ極道』 講談社〈イブニングKC〉、全3巻
  1. 2004年4月23日発売、ISBN 4-06-352067-6
  2. 2005年7月22日発売、ISBN 4-06-352101-X
  3. 2006年5月23日発売、ISBN 4-06-352146-X